# Liste de compétitions de ski alpinisme
 (avril 2024).
Si vous disposez d'ouvrages ou d'articles de référence ou si vous connaissez des sites web de qualité traitant du thème abordé ici, merci de compléter l'article en donnant les références utiles à sa vérifiabilité et en les liant à la section « Notes et références ».
Voici une liste de compétitions de ski-alpinisme :

## LaGrande Course
La Grande Course est une compétition internationale par étapes, qui vise à réunir les courses les plus exigeantes de la saison.
Elle est composée des épreuves suivantes :
- Patrouille des Glaciers
- Tour du Rutor
- Trophée Mezzalama
- Pierra Menta (compétition)
- Adamello Ski Raid
- Altitoy (deux épreuves)

## Autres épreuves
- Championnats du monde de ski-alpinisme
- Championnats d'Europe de ski-alpinisme
- Trophée des Gastlosen
- Tournette Sources du Fier
- Trophées du Muveran